# Evgeni Ermenkov
Evgeni Ermenkov (in bulgaro Евгени Ерменков?; Sofia, 29 settembre 1949) è uno scacchista bulgaro naturalizzato palestinese.
Grande maestro dal 1977, vinse cinque volte il Campionato bulgaro (1973, 1975, 1976, 1979 e 1984).
Prese parte a otto olimpiadi degli scacchi (dal 1978 al 1992 con la Bulgaria e dal 2004 al 2008 con la Palestina).

Vinse una medaglia d'oro individuale in 1ª scacchiera, con 10,5/12, alle olimpiadi di Calvià 2004 e una medaglia d'argento individuale in 1ª scacchiera, con 8,5/10, alle olimpiadi di Torino 2006.
Tra i risultati di torneo i seguenti:
- 1977 : 1º ad Albena
- 1978 : 1º a Plovdiv
- 1979 : 1º ad Albena e Plovdiv
- 1983 : medaglia di bronzo individuale al campionato europeo a squadre di Plovdiv
- 1986 : 1º a Varna
- 1990 : 1º al campionato olandese open di Dieren
- 2004 : 1º a Beirut
- 2005 : 1º all'open di Imperia